# 太陽の国へ行こうよ すぐに〜空飛ぶ夢に乗って〜
「太陽の国へ行こうよ すぐに〜空飛ぶ夢に乗って〜」（たいようのくにへいこうよ そらとぶゆめにのって）は、大黒摩季の19枚目のシングル。CDコードはJBDJ-1044。テレビ朝日系ドラマ『ニュースキャスター霞涼子』の主題歌。

## 概要
大黒のシングルで、ビーイング在籍時、本人以外の作曲でリリースされた2枚のシングルの内の1枚。
もう1枚は織田哲郎作曲であった「チョット」。
後に作曲を手掛けた大野愛果がアルバム「Shadows of Dreams」にてカバー。
オリコン初登場・最高位共に19位となり、前作「ネッ! 〜女、情熱〜」まで記録していた、オリコン連続ベスト10入りの記録が途切れた。
ビデオクリップは、大黒本人が、広大な草原の中でたたずんでいたり、海辺で花火をしたりしている様子が撮影されているが、直接曲を歌う様子は含まれていない。
2001年10月31日に発売された「BACK BEATs ＃2〜Maki Ohguro&Staff Works〜」のクレジットで当時GARNET CROWとしてデビュー前のAZUKI七が作詞に関わっていたことが記されるも、ビーイング復帰後の2016年以降にリリースされたベストアルバムなどにはこの表記はされなくなっている。（ビーイング離脱時にリリースされた他のベストアルバムにも表記されている。）
また、JASRACの音楽作品データベース検索サービスなどで検索してもそのような表記は無い。

## 収録曲
1. 太陽の国へ行こうよ すぐに〜空飛ぶ夢に乗って〜
作詞：大黒摩季　作曲：大野愛果　編曲：葉山たけし
テレビ朝日系ドラマ「ニュースキャスター霞涼子」主題歌
2. Just Start Again
作詞・作曲：大黒摩季　編曲：葉山たけし
サッポロビール「クラシック」CMソング
今までどのアルバムにも未収録状態となっていたが、2016年に発売されるオールタイム・ベストアルバム『Greatest Hits 1991-2016 〜All Singles +〜』内の【BIG盤】にて初めて収録される。
3. 太陽の国へ行こうよ すぐに〜空飛ぶ夢に乗って〜 (オリジナル・カラオケ)
4. Just Start Again (オリジナル・カラオケ)

## 収録アルバム
- MAKI OHGURO BEST OF BEST〜All Singles Collection〜
- Greatest Hits 1991-2016 〜All Singles +〜（両曲、#2は【BIG盤】のみ）